# ホウライカントリー倶楽部
ホウライカントリー倶楽部（ホウライカントリーくらぶ）は、栃木県那須塩原市千本松に広がるゴルフ場である。

## 概要
ホウライカントリー倶楽部は、新たなゴルフ場建設に向け、不動産賃貸、乳製品製造販売、観光施設の経営、ゴルフ場運営などの事業を行っているホウライ株式会社がゴルフ場経営に乗り出したことに始まる。
ゴルフ場用地は、西那須野に十五銀行が所有する広大な土地を成長事業として活用、コース設計はロバート・ボン・ヘギーが、工事は大成建設株式会社が行い、1990年（平成2年）7月28日、18ホール規模のゴルフ場が開場した。ホウライ株式会社は、千本松牧場の隣接地に「ホウライカントリー倶楽部」と、1993年（平成5年）5月25日開場の「西那須野カントリー倶楽部」の2コース（計36ホール）を経営している。
ロバート・ボン・ヘギー(Robert Von Hagge)は、1930年（昭和5年）、アメリカ・テキサス州に生まれ、パーデュ大学卒業、1957年（昭和32年）、ゴルフコース設計家ディック・ウィルソンに師事した。コースは略性のある、バンカーは造形美のある、芸術品を思わせるコースデザインが特徴である。光と影の魔術師ととも呼ばれている。
また、日本のプロゴルフメジャー大会の1つ、日本ゴルフツアー機構が主催する競技でもあり、日本選手権大会に相当する日本ゴルフツアー選手権 森ビルカップなどの大会開催の実績がある。

## 所在地
〒329-2747 栃木県那須塩原市千本松793番地

## コース情報
- 開場日 - 1990年7月28日
- 設計者 - ロバート・ボン・ヘギー
- 面積 - 1,452,000m2（約43.9万坪）
- コースタイプ - 林間コース
- コース - 18ホールズ、パー72、7,130ヤード、コースレート73.5
- グリーン - 1グリーン、ベント（ペンクロス）
- フェアウエイ - ブルーグラス
- ラフ - ノシバ
- ハザード - バンカーの5、3池が絡むホール8
- プレースタイル - 乗用カート(5人乗り)、自走式、全組キャディ付き
- 練習場 - 20打席 280ヤード
- 休場日 - 冬季クローズ 1月初旬 - 2月末[4][5]

## クラブ情報
- ハウス面積 - 4,692m2（1,419坪）
- ハウス設計 - 株式会社松田平田坂本設計事務所（現・株式会社松田平田設計）
- ハウス施工 - 大成建設株式会社・三井建設株式会社[4][5]

## ギャラリー
- コース - 「ホウライカントリー倶楽部」、ギャラリー
- ハウス - 「ホウライカントリー倶楽部」、施設案内

## 交通アクセス
- 鉄道 - JR東北新幹線 - 那須塩原駅よりタクシー利用 約20分
- 道路 - 東北自動車道 - 西那須野塩原ICより 4km 約5分[6]

## メジャー選手権
- 2000年（平成12年） - 第1回 日本ゴルフツアー選手権大会 森ビルカップ[7]
- 2001年（平成13年） - 第2回 日本ゴルフツアー選手権大会 森ビルカップ[7]
- 2002年（平成14年） - 第3回 日本ゴルフツアー選手権大会 森ビルカップ[7]

## 関連文献
- 『プレジデント』、「全国面白ゴルフ場大全(4)ホウライカントリー倶楽部　160メートルの巨大グリーン 宮崎紘一・細田榮久」、東京 プレジデント社、2000年5月、2020年10月17日閲覧
- 『週刊ダイヤモンド』、「Good Shot!　週刊ダイヤモンドが選んだ日本のベスト・コース150(9)第20位 ホウライカントリー倶楽部」、西澤忠著、2002年7月6日、2020年10月17日閲覧
- 『ゴルフ場ガイド 東版』2006-2007、「ホウライカントリー倶楽部（栃木県）」、東京 ゴルフダイジェスト社、2006年5月、2020年10月17日閲覧